# Благодать (городской округ Серебряные Пруды)
Благода́ть — деревня в городском округе Серебряные Пруды Московской области России.

## Население
| 2002 | 2006 | 2010 |
| ---- | ---- | ---- |
| 51   | ↗52  | ↘48  |

## Географические данные
Через деревню протекает река Осётр. Ближайшие населённые пункты — деревня Курбатово и село Дудино с одноимённой платформой Павелецкого направления.

## История
1994—2002 гг. — деревня, административно-подчинённая рабочему посёлку Серебряные Пруды Серебряно-Прудского района.
2002—2006 гг. — деревня Шеметовского сельского округа Серебряно-Прудского района.
2006—2015 гг. — деревня городского поселения Серебряные Пруды Серебряно-Прудского района.
2015 г. — н. в. — деревня городского округа Серебряные Пруды Московской области.